# 拉玛逊
拉瑪遜是泰國史詩《拉瑪堅》中的雷神，古印度神話的阿修羅族。原型是持斧羅摩。
臺灣高雄市三民區的泰御佛舍有供奉拉瑪遜的場所。

## 傳說
媚卡拉喜歡拿著一顆如意寶珠拋在各個雲朵之間上玩，有一個叫拉瑪遜的夜叉用斧頭作為武器，看到寶珠請求媚卡拉索要，但是不願意。這時拉瑪遜很生氣，扔著斧頭追逐，媚卡拉每次都會及時閃避。
媚卡拉的寶珠發出的光明是閃電，而拉瑪遜斧頭劈開天空的聲音是雷聲，因此就有了雷電。

## 流行文化
- 泰國教科書《瑪尼和她的朋友們》在小學三年級下冊的第16課中有提到過媚卡拉和拉瑪遜的故事。[3]
- 泰國氣象局使用媚卡拉和拉瑪遜的名字作為颱風名稱，如颱風米克拉 (2015年)、颱風威馬遜 (2014年)。[1]

## 註腳
1. ↑  有一說是紅寶石，但大多數造像手持如意寶珠。